# 平田重三
平田 重三（ひらた じゅうぞう、1882年（明治15年）1月5日 - 没年不明）は、大日本帝国陸軍軍人。最終階級は陸軍少将。

## 経歴
1882年（明治15年）に新潟県で生まれた。陸軍士官学校第15期卒業。1928年（昭和3年）8月10日に陸軍歩兵大佐進級と同時に岐阜連隊区司令官に着任。1930年（昭和5年）8月に歩兵第5連隊長に転じ、1932年（昭和7年）3月11日に第1師団司令部附となり、4月11日に麻布連隊区司令官に就任した。
1933年（昭和8年）8月1日に陸軍少将に進級と同時に歩兵第14旅団長に着任。8月8日には服部兵次郎少将の後任として混成第14旅団長（第7師団）に転じ、満州事変で討伐戦を指揮した。1934年（昭和9年）3月5日に留守第7師団司令部附となり、1935年（昭和10年）8月1日に待命、8月28日に予備役に編入された。1945年（昭和20年）3月31日に召集され新潟連隊区司令官兼新潟地区司令官に就任し、6月27日に新潟連隊区司令官附となった。